# Präsidentschaftswahl in den Vereinigten Staaten
Die Präsidentschaftswahl in den Vereinigten Staaten bestimmt, wer für eine vierjährige Amtszeit als Präsident der Vereinigten Staaten und wer als Vizepräsident der Vereinigten Staaten dient. Sie ist eine indirekte Wahl; bei der Präsidentschaftswahl wird ein Wahlkollegium (Electoral College) bestimmt, das später Präsident und Vizepräsident wählt. Die Kandidaten sind vorher durch parteiinterne Vorwahlen festgelegt worden.
Die Wahl findet seit 1788 alle vier Jahre statt. Seit 1845 ist der Wahltag auf den Dienstag nach dem 1. November festgelegt, was die Wahl immer auf ein Datum zwischen dem 2. und dem 8. November fallen lässt. Gleichzeitig wird auch ein Drittel des US-Senats und das gesamte Repräsentantenhaus gewählt. Häufig finden am gleichen Wahltermin auch Wahlen auf Bundesstaaten-, Bezirks- und Kommunalebene sowie regionale Volksabstimmungen und Bürgerbegehren statt, wofür in den meisten Fällen ein umfangreicher Wahlzettel verwendet wird.
Das Wahlergebnis wird Anfang Januar durch den Kongress nach dessen erstem Zusammentreten offiziell festgestellt. Die Amtszeit des Präsidenten beginnt mit dem Tag der Amtseinführung, der seit 1937 auf den dem Wahltermin folgenden 20. Januar fällt. Zwischen der Präsidentschaftswahl und der Amtseinführung findet der Präsidentschaftsübergang statt.
Die bisher letzte Präsidentschaftswahl fand am 5. November 2024 statt.

## Teilnahme

### Aktive Wahlberechtigung
Aktiv wahlberechtigt ist jeder Staatsbürger der Vereinigten Staaten, der das 18. Lebensjahr vollendet hat und seinen Wohnsitz in einem der 50 Bundesstaaten oder dem District of Columbia hat oder zu einem früheren Zeitpunkt hatte. Gefängnisinsassen ist das aktive Wahlrecht in fast allen Bundesstaaten aberkannt (in einigen Staaten auch nach Abbüßung der Haftstrafe), wovon mehr als 6 Millionen Staatsbürger betroffen sind. Ebenfalls nicht wählen dürfen die Bewohner der Außengebiete (Guam, Puerto Rico etc.). Staatsbürger, die das 18. Lebensjahr vollendet haben und außerhalb der Vereinigten Staaten wohnen, sind aktiv wahlberechtigt in dem Bundesstaat, wo sie ihren letzten Wohnsitz in den Vereinigten Staaten hatten.
Jeder wahlberechtigte Staatsbürger darf in nur einem Bundesstaat wählen. Mangels Meldepflicht sowie eines zentralisierten Melderegisters obliegt es der Eigenverantwortung der Wähler, sich bei nur einem Wahlort zu registrieren und bei Umzug aus der Wählerliste streichen zu lassen. Mehrfachwahl ist eine Straftat (Class C Felony) und wird mit einer bis zu fünfjährigen Haftstrafe und/oder 10.000 US-Dollar Geldstrafe geahndet. Da viele Bundesstaaten aber nach 42 U.S.C. § 15483 eine gemeinsame, de facto zentralisierte Wählerkartei führen, empfehlen diese Bundesstaaten ihren Bürgern, sich zu jeder Wahl neu als Wähler zu registrieren, auch bei unveränderten Lebensverhältnissen; sie werden dann automatisch bei gegebenenfalls existierenden vorherigen „Wahlanschriften“ abgemeldet.
Viele Bundesstaaten binden die Wahlberechtigung an die Angabe der Social Security Number, obwohl diese Nummer eigentlich nicht als Karteischlüssel verwendet werden darf. Diese Bindung ist häufig in der Verfassung des Bundesstaates verankert, beispielsweise in Hawaii.

### Regeln zu Personaldokumenten

Staatlich ausgestellter Identitätsnachweis (ID) mit Foto
ID mit Foto
ID ohne Foto
Kein ID nötig

Nach Stand vom März 2012 haben die 50 Bundesstaaten der Vereinigten Staaten unterschiedliche Anforderungen an den Nachweis der Wahlberechtigung.
Diese lassen sich grob in die folgenden vier Kategorien einteilen:
Ausweisdokument mit Lichtbild: Georgia, Kansas, Mississippi, Pennsylvania, Tennessee und Wisconsin; bis zu einem erwarteten Urteil des Obersten Gerichtes sind zudem in South Carolina und in Texas Ausweisdokumente ohne Lichtbild zulässig.
Ausweisdokument mit Lichtbild oder Alternative: Alabama, Florida, Hawaii, Louisiana. Als Alternative gelten beispielsweise die Beantwortung von persönlichen Fragen, eine eidesstattliche Erklärung oder spezielle Wahlberechtigungskarten (siehe Bild).

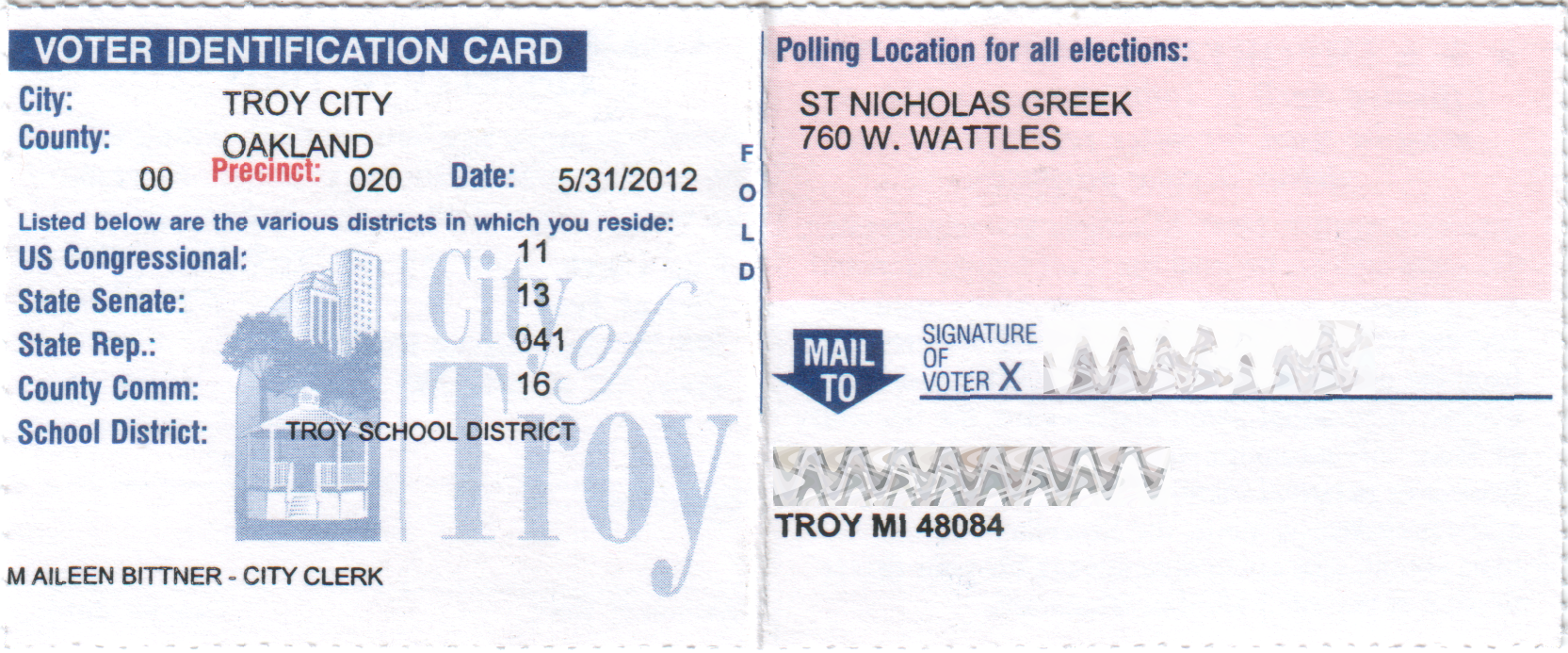
Voter Identification Card der City of Troy, Oakland County im Bundesstaat Michigan

Ausweisdokument ohne Lichtbild: Alaska, Arizona, Arkansas, Colorado, Connecticut, Delaware, Kentucky, Missouri, Montana, North Dakota, Ohio, Oklahoma, Rhode Island, Utah, Virginia und Washington. Was als entsprechendes Ausweisdokument zulässig ist, ist in den einzelnen Bundesstaaten, teilweise den einzelnen Counties, unterschiedlich. In South Carolina und Texas ist diese Form des Nachweises bis zu einem erwarteten Urteil des Obersten Gerichtes zulässig; gesetzlich sind dort Ausweisdokumente mit Lichtbild vorgesehen.
Kein Ausweisdokument: die verbleibenden 18 Bundesstaaten.
Die Ausweispflicht zur Wahl steht immer wieder in der Kritik, sie diene dazu, bestimmte gesellschaftliche Gruppen von der Wahl fernzuhalten. Verteidiger von strengen Identitätsprüfungen verweisen auf den notwendigen Schutz vor Wahlbetrug.
Amerikanische Astronauten, die sich gerade auf einer Mission befinden, können seit 1997 auch von ihrem Wahlrecht Gebrauch machen, wenn sie ihren Wohnsitz in Texas haben. Die erste entsprechende Anfrage durch einen Weltraumreisenden hatte es erst 1996 gegeben. Die State Legislature von Texas und der damalige Gouverneur George W. Bush ermöglichten dies dann durch ein Gesetz. Der erste Astronaut, der bei einer Präsidentschaftswahl abstimmte, war Leroy Chu im Jahr 2004.

### Passive Wahlberechtigung
Wählbar ist jeder gebürtige US-Bürger, der mindestens 35 Jahre alt ist und 14 Jahre am Stück seinen Wohnsitz in den USA hat. Als Bezugsdatum gilt der Tag der Amtseinführung.
Die Verfassung von 1787 sieht vor, dass nur diejenigen Personen zum Präsidenten wählbar sind, die „Natural born citizens“ der Vereinigten Staaten sind bzw. zum Zeitpunkt der Verabschiedung der Verfassung schon Bürger waren. Die genaue Auslegung der Wortwahl „natural born“ wurde immer wieder diskutiert und ist nicht abschließend geklärt, da dies nie durch einen Verfassungszusatz oder einen Richterspruch des Obersten Gerichtshofs der Vereinigten Staaten präzisiert wurde. Nach heutigem Verständnis wird oft als Kriterium genannt, dass jeder, der durch Geburt, also durch Abstammung von einem US-Bürger oder durch einen Geburtsort im Hoheitsgebiet der Vereinigten Staaten, US-Bürger wird, als „Natural born citizen“ betrachtet wird.
Weiterhin schränken zwei Verfassungszusätze das passive Wahlrecht ein.
Der 14. Zusatzartikel, der 1868 ratifiziert wurde, schließt ehemalige Offiziere, Beamte oder gewählte Amtsinhaber von öffentlichen Ämtern aus, wenn sie an einer Rebellion gegen die Vereinigten Staaten beteiligt waren oder ihre Feinde unterstützt hatten. Der Kongress hat das Recht, mit einer Zweidrittelmehrheit solche Bewerber trotzdem zuzulassen. 1898 wurden pauschal alle Personen wieder zugelassen, die bis dahin von der Ausschlussregel des 14. Zusatzartikels betroffen waren.
Der 22. Zusatzartikel schreibt seit 1951 vor, dass niemand mehr als zweimal zum Präsidenten gewählt werden darf, unabhängig davon, ob die Amtszeiten aufeinander folgen oder nicht. Ein Vizepräsident, der durch ein vorzeitiges Ausscheiden des Präsidenten in dieses Amt vorrückt, darf sich nur dann zweimal zur Wahl stellen, wenn von der Amtszeit des ursprünglichen Amtsträgers nicht mehr als zwei Jahre übrig sind. Harry S. Truman war von dieser Regelung als zum Zeitpunkt des Inkrafttretens amtierender Präsident ausgenommen. Er unternahm einen Versuch, eine dritte Amtszeit zu erlangen, zog sich aber schon früh aus dem Wahlkampf zurück. Lyndon B. Johnson (1963–1969) hätte im Jahr 1968 noch einmal kandidieren können, da er das Amt von John F. Kennedy nach dessen Ermordung übernahm und nur knapp ein Jahr und zwei Monate (22. November 1963–20. Januar 1965) dieser Amtszeit verblieben waren.

## Ablauf

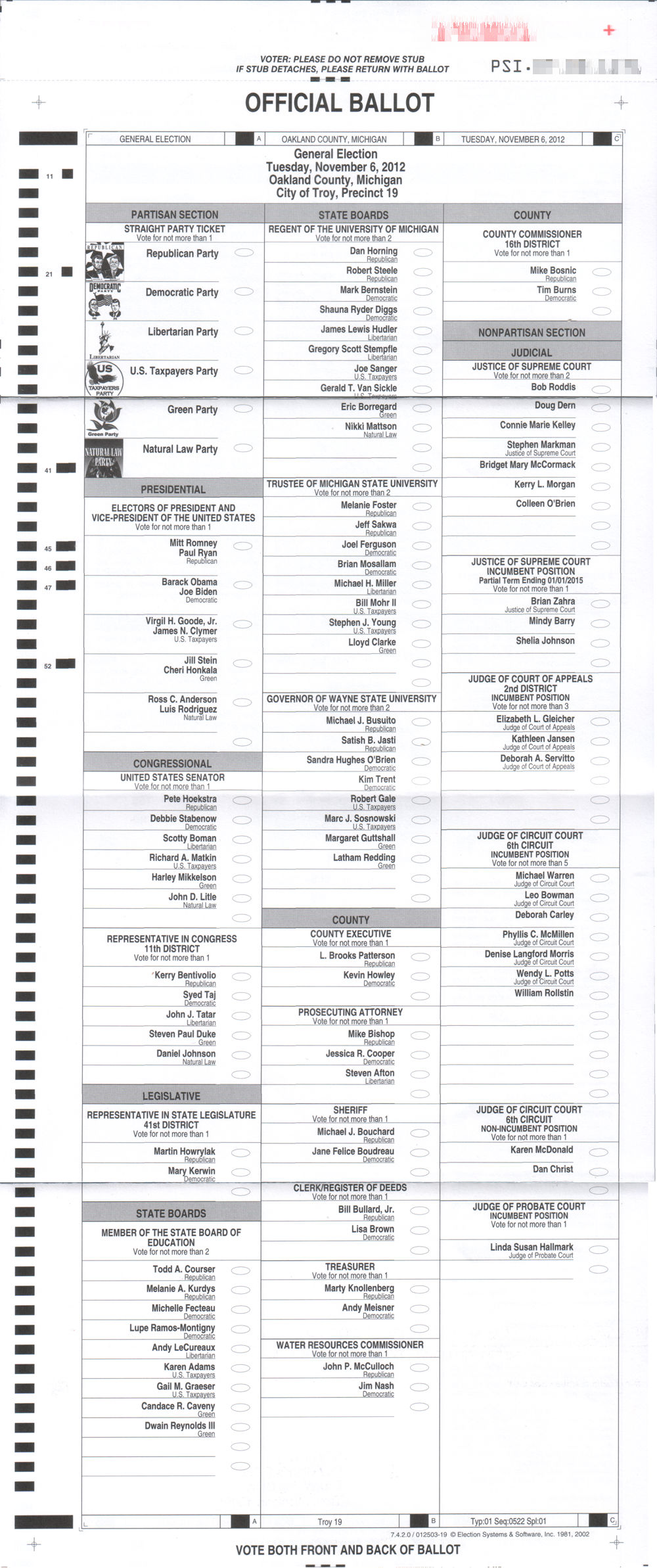
Vorderseite des Stimmzettels bei der Präsidentschaftswahl 2012 in Troy (Michigan) (Precinct 19)

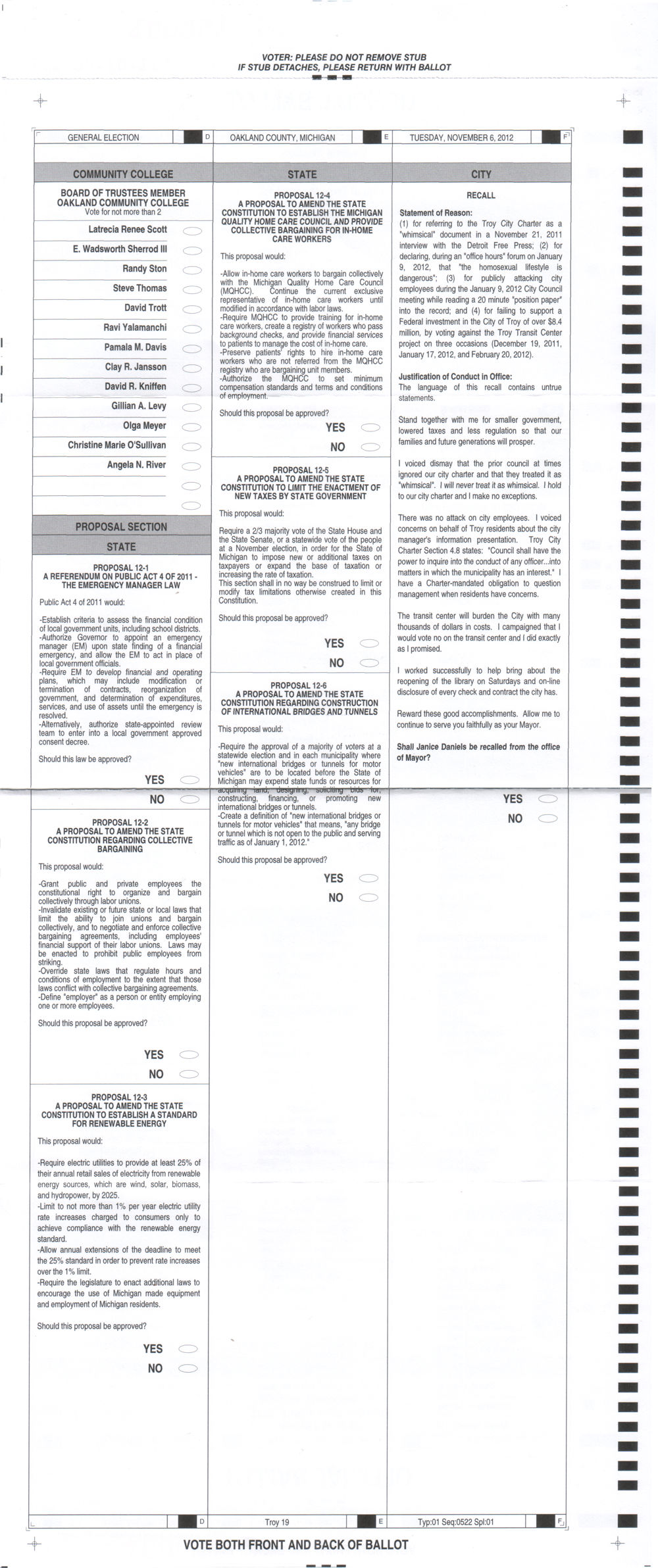
Rückseite des Stimmzettels bei der Präsidentschaftswahl 2012 in Troy (Michigan) (Precinct 19)

Rechtlich wird der Ablauf der Präsidentschaftswahl durch den zweiten Artikel und den 12., 22. und 23. Zusatzartikel der Verfassung der Vereinigten Staaten geregelt. Dabei läuft die Wahl in drei Phasen ab:

### Wahl des Electoral College
Am Tag der Wahl geben die wahlberechtigten Bürger ihre Stimmen ab. Dabei wählen sie nicht direkt Kandidaten für die beiden Ämter, sondern geben ihre Stimme für die „Wahlleute“ genannten Mitglieder des Electoral College ab, welches aus 538 Mitgliedern besteht. Jedem Bundesstaat steht eine Anzahl von Wahlmännern zu, die seiner um zwei vergrößerten Abgeordnetenzahl im Repräsentantenhaus der Vereinigten Staaten (variabel je nach Bevölkerungsgröße, mindestens aber einer) entspricht. Die jedem Staat zustehenden zusätzlichen zwei Wahlmänner entsprechen der Zahl seiner Senatoren (Mitglieder des Senats der Vereinigten Staaten). Dadurch erhält jeder Bundesstaat mindestens drei Wahlmänner. Da das Repräsentantenhaus immer 435 Abgeordnete hat und der Senat derzeit 100 Senatoren, ergibt dies 535 Wahlmänner aus den Staaten. Zusätzlich erhält die Bundeshauptstadt Washington, D.C., die sonst bei Wahlen auf Bundesebene nicht berücksichtigt wird, drei Wahlmänner. Dies wird gemäß dem 23. Verfassungszusatz festgelegt, laut dem der Bundesdistrikt so viele Wahlmänner erhält, wie er erhielte, wenn er ein Bundesstaat wäre, jedoch keinesfalls mehr als der bevölkerungsärmste Bundesstaat. Somit gilt die Mindestzahl von drei Wahlmännern. Das Ergebnis wären auch ohne diese Einschränkung drei Wahlmänner, weil Washington, D.C. etwa gleich viele Einwohner wie jeder der bevölkerungsärmsten Bundesstaaten hat.
In den meisten Bundesstaaten und im District of Columbia gilt das „Winner-take-all“-Prinzip. Danach werden die Wahlmänner von derjenigen Partei gestellt, deren Präsidentschaftskandidat die relative Mehrheit der Stimmen erhält. Bezüglich der zur Wahl stehenden Präsidentschaftskandidaten weicht das in den 50 verschieden großen Staaten fast jedes Mal nach dem Mehrheitswahlrecht gewonnene Wahlmänner-Verhältnis somit vom Stimmen-Verhältnis aller zusammengenommenen US-Bürger ab. Bei in etwa gleich viel Stimmen für zwei Kandidaten kann der Kandidat mit der bundesweit größten Wählerstimmen-Zahl dem Kandidaten mit weniger Wählerstimmen unterliegen, was in den Jahren 1876, 1888, 2000 und 2016 passierte.
Ausnahmen vom „Winner-take-all“-Prinzip machen die Bundesstaaten Maine und Nebraska. Hier werden zwei Wahlmännerstimmen an den Kandidaten, der die relative Mehrheit im ganzen Staat erhält, und die anderen Stimmen wie bei den Wahlen zum Repräsentantenhaus vergeben. Letzteres heißt, dass in jedem Wahlkreis je ein Wahlmann mit relativer Mehrheit bestimmt wird.
Das „Winner-take-all“-Prinzip begünstigt das Zweiparteiensystem. Kandidaten, die nicht für eine der beiden großen Parteien antreten, haben geringe Aussichten, auch wenn sie einen erheblichen Teil der Stimmen gewinnen. Zuletzt war dies bei Ross Perot der Fall, der bei der Wahl 1992 18,9 % der Stimmen erhielt, aber keine Wahlmänner zugesprochen bekam. Eine nennenswerte Anzahl von Wahlmännern zu gewinnen, ist äußerst selten. Dies kam zuletzt im Jahr 1968 vor, als die Wahlmänner für George Wallace 8,4 % der 538 Wahlmänner ausmachten. Solche Kandidaten wirken oft als „Spoiler“, die ausschlaggebende Stimmen, die sonst für einen der Hauptkandidaten abgegeben würden, auf sich ziehen.
Es gibt Versuche, dieses Wahlsystem zu reformieren. Da eine Verfassungsänderung auf Bundesebene kaum Aussicht auf Erfolg hat, ist der Versuch unternommen worden, die Bundesstaaten durch verbindliche Verträge untereinander zu verpflichten, den Sieger des Popular Vote unabhängig vom Ausgang der Wahl zum Gewinner zu bestimmen (siehe National Popular Vote Interstate Compact).
Bei bisher vier Präsidentschaftswahlen war das Ergebnis und somit die Zusammensetzung des Electoral Colleges umstritten und zwar in den Jahren 1876, 1888, 1960 und 2000. Bei den Wahlen im Jahr 1876 wurden in den Südstaaten, die zu dieser Zeit noch in der Reconstruction waren, die überwiegend zu den Republikanern neigenden Afroamerikaner vielerorts bei der Stimmabgabe bedroht. Die republikanisch dominierten Wahlvorstände in Florida, Louisiana und South Carolina annullierten daher die Ergebnisse aus vielen Gegenden, so dass die Demokraten am Ende in diesen Bundesstaaten und die Präsidentschaftswahl insgesamt verloren. Eine 15-köpfige Kommission aus Kongressabgeordneten und obersten Bundesrichtern bestätigte im Januar 1877 das Ergebnis. Kurz vor den Wahlen 1888 wurde bekannt, dass der Schatzmeister der Republikaner Parteifunktionären in Indiana und wahrscheinlich auch New York Instruktionen zum Stimmenkauf gegeben hatte. Trotz dieses Umstandes focht der unterlegene Demokrat Grover Cleveland nicht den Sieg Benjamin Harrisons an. Bei den Wahlen 1960, die im Popular Vote das knappste Ergebnis im 20. Jahrhundert erbrachten, wurden von den unterlegenen Republikanern John F. Kennedys Siege in Süd-Texas und Chicago bezweifelt. In Chicago beschuldigten sie Bürgermeister Richard J. Daley mit seiner „Parteimaschine“ Kennedy so viele Stimmen verschafft zu haben, dass er am Ende den Bundesstaat Illinois gewann. Richard Nixon legte jedoch keinen Widerspruch gegen das Ergebnis ein. Bei den Wahlen 2000 sorgten in Florida missverständliche Lochkarten als Stimmzettel und die dortige äußerst knappe Mehrheit von George Walker Bush von nur wenigen hundert Stimmen, die ihm die Mehrheit im Electoral College bescherte, für einen Rechtsstreit. Der unterlegene Al Gore forderte die Neuauszählung von mehr als 60.000 Lochkarten, die von den Wahlgeräten nicht verbucht worden waren, unterlag aber am Ende vor dem Obersten Bundesgericht.

### Zusammenkunft des Electoral College
Die Wahlmänner treffen sich 41 Tage nach der Wahl in der jeweiligen Hauptstadt ihres Bundesstaats (oder in Washington D.C. für den Bundesdistrikt). Zu diesem Zeitpunkt stimmen sie getrennt über den zukünftigen Präsidenten und Vizepräsidenten ab. Die Stimmzettel dieser Wahl werden versiegelt und dem amtierenden Vizepräsidenten in seiner Funktion als Präsident des Senats übergeben.
Nach dem 12. Verfassungszusatz, der seit 1804 zur Anwendung kommt, darf ein Wahlmann nur in einer der beiden Wahlen (Präsident und Vizepräsident) für einen Kandidaten aus seinem eigenen Staat stimmen. Es ist daher für eine Partei nicht sinnvoll, zwei Kandidaten aus einem Staat zu nominieren, da sie sonst bei einer der beiden Wahlen Stimmen verlieren würde. Bei einer knappen Wahl könnte die absolute Mehrheit verfehlt und somit die Wahl an den Kongress delegiert werden, der bei anderen politischen Mehrheiten einen Kandidaten der gegnerischen Partei wählen könnte. Es ist seit 1804 nicht vorgekommen, dass zwei Kandidaten derselben Partei aus demselben Staat für beide Wahlen angetreten sind. In der heutigen Praxis wird eine solche Konstellation schon dadurch verhindert, dass die Parteien zunächst einen Präsidentschaftskandidaten wählen, der dann einen Vizepräsidentschaftskandidaten für sein Wahlticket nominiert. Strategische Erwägungen können hierbei eine Rolle spielen, sodass kein Kandidat aufgestellt werden wird, der schon rein verfassungsrechtlich verminderte Wahlchancen hat.

### Auszählung der Stimmen
Am 6. Januar nach dem Wahltag zur Mittagsstunde werden die Stimmen in einer gemeinsamen Sitzung von Repräsentantenhaus und Senat ausgezählt. Der Vizepräsident, der in seiner Eigenschaft als Präsident des Senates die Sitzung leitet – oder der Präsident Pro Tempore des Senats, sollte der Vizepräsident verhindert sein –, öffnet die versiegelten Stimmen der Wahlleute in alphabetischer Reihenfolge der Staaten. Je zwei vorher bestimmte Stimmenzähler der beiden Gremien zählen die Stimmen öffentlich aus.
Der Senatspräsident fragt nach dem Öffnen und Lesen jeder der Stimmen eines Staates oder des District of Columbia, ob es Einwände gebe. Den Mitgliedern des Kongresses steht es frei, Einwände gegen eine oder alle Stimmenzahlen eines Staates zu erheben, sofern der Einspruch schriftlich vorgelegt und von mindestens einem Mitglied beider Kongresshäuser unterzeichnet wird; hierbei Reden zu halten, ist untersagt. Wenn ein Einspruch erhoben wird, vertagen sich beide Kongresshäuser auf ihre jeweiligen Kammern, um über den Einspruch zu debattieren und abzustimmen. Dieses Verfahren beschränkt die Debatte über den Einspruch in den jeweiligen Kammern auf höchstens zwei Stunden, in denen jedes Mitglied nur einmal und höchstens fünf Minuten sprechen darf, und danach abgestimmt wird. Die Zustimmung beider Kongresshäuser ist erforderlich, um die betreffenden Wahlstimmen ungültig zu machen.
Ein Kandidat gilt als gewählt, wenn er die absolute Mehrheit der ernannten Wahlleute erreicht hat.
Ist dies bei keinem Kandidaten der Fall, wählt das Repräsentantenhaus den Präsidenten unter den drei Kandidaten, die im Wahlleutekollegium die meisten Stimmen erzielt haben. Der District of Columbia hat hier also kein Wahlrecht mehr, da er im Repräsentantenhaus nicht vertreten ist. Die Wahlprozedur ist, dass jeder Staat eine Stimme hat. Die Repräsentanten jedes Staates wählen zunächst einen Kandidaten und geben dieses Votum dann als Stimme für den Staat ab. Die Wahl ist nur gültig, wenn zwei Drittel der Staaten teilnehmen. Ist bis zum 20. Januar kein Präsident gewählt, so wird gemäß dem 20. Verfassungszusatz der gewählte Vizepräsident als geschäftsführender Präsident eingesetzt, bis die ordnungsgemäße Wahl eines Präsidenten gelingt. Steht auch kein Vizepräsident zur Verfügung, so kann der Kongress per Gesetz einen geschäftsführenden Präsidenten einsetzen.
Das Prozedere zur Wahl des Vizepräsidenten ist ähnlich. Auch er muss eine absolute Mehrheit unter den ernannten Wahlleuten erreichen. Erreicht er diese nicht, so wählt der Senat den Vizepräsidenten, wobei eine absolute Mehrheit unter den Senatoren erreicht werden muss und mindestens zwei Drittel der Senatoren an der Abstimmung teilnehmen müssen.
In der politischen Realität der Vereinigten Staaten steht der Gewinner der Präsidentschaftswahl gewöhnlich bereits nach dem ursprünglichen Wahltag fest, da die Wahlleute einer bestimmten Partei oder eines bestimmten Kandidaten gewählt wurden. Nur wenige Wahlleute ändern ihre Position zwischen den Wahlgängen und solche Veränderungen haben noch nie das Wahlergebnis beeinflusst. Zudem haben zahlreiche Staaten Gesetze, die entgegen ihrem Auftrag stimmende Wahlleute (sogenannte „faithless electors“) bestrafen oder die ihre Stimmen annullieren und die betreffenden Wahlleute durch andere ersetzen.
Das aktuelle Verfahren kommt im Wesentlichen seit der Verabschiedung des 12. Verfassungszusatzes im Jahr 1804 zum Einsatz. Zuvor wurde gemäß Artikel 2 der Verfassung gewählt, der vorsah, dass der zweitplatzierte Kandidat im Wahlleutekollegium als Vizepräsident gewählt wird. Infolge der umstrittenen Wahl von 1876 regelte der Kongress 1887 das genaue Auszählungsverfahren durch den Electoral Count Act (ECA). 1933 wurden im 20. Verfassungszusatz neue Termine für den Beginn der Sitzungsperiode des Kongresses und für die Vereidigung des Präsidenten festgelegt sowie eine detaillierte Nachfolgeregelung für den Fall, dass ein Präsident nicht ordnungsgemäß gewählt werden kann.

### Stimmzettel
Die Stimmzettel der Präsidentschaftswahl fassen in der Regel diverse Wahlen, Volksabstimmungen und Meinungsbilder zusammen. Auf diese Art sollen den Wählern möglichst viele Wahlen in einem Wahlgang erlaubt werden. Der abgebildete Stimmzettel erlaubt den Wählenden nicht nur die Wahl des Präsidenten (Vorderseite, linke Spalte, zweites von oben), sondern auch die Kongress- und Senatswahl sowie beispielsweise die Wahl einiger Richter und des Sheriffs, aber auch die Teilnahme an Volksabstimmungen, beispielsweise zur Einführung neuer Steuern.

## Wahltag
Zunächst fand die Wahl über einen längeren Zeitraum im Herbst des Wahljahres (ca. Ende Oktober bis Anfang Dezember) statt. Seit 1845, als der Kongress der USA für das gesamte Gebiet der damals 28 Staaten einen einheitlichen Termin festlegte, wird immer am Dienstag nach dem ersten Montag im November des jeweiligen Wahljahres gewählt. Frühestmöglicher Termin ist damit der 2. November und der späteste der 8. November. Der Monat November wurde für die Wahl ausgesucht, um den Bauern entgegenzukommen: die Ernte war bereits eingeholt worden und das milde Klima begünstigte längere Reisen zu den Wahllokalen. Um den traditionellen Kirchenbesuch nicht zu stören, fiel der Sonntag als Wahltermin aus. Auch der Montag wurde wegen der teilweise großen Entfernungen ausgeschlossen, um eine Anreise zu ermöglichen. Am Samstag war an vielen Orten Markttag, wofür der Freitag als Vorbereitungstag genutzt wurde.
Die Wahlen müssen laut Verfassung am selben Tag stattfinden. Eine landesweite zeitliche Abstimmung der Öffnungszeiten der Wahllokale gibt es jedoch nicht, so dass dies auf Staatsebene oder lokal geregelt ist. So öffnen die Orte Dixville Notch und Hart’s Location im Bundesstaat New Hampshire traditionell schon um Mitternacht am Wahltag ihre Wahllokale, seit dies eine Änderung der Bestimmungen im Jahr 1960 erlaubt hat. Da sich die Vereinigten Staaten über mehrere Zeitzonen erstrecken, schließen die Wahllokale in den westlichen Bundesstaaten erst Stunden nach denen an der Ostküste. Zum Zeitpunkt der Schließung der letzten Wahllokale im Westen steht der Sieger oft schon fest, da dort die meisten Staaten fest in der Hand einer Partei sind und daher nicht als entscheidend für die Wahl gelten.
In den meisten Bundesstaaten wird den Wählern auch die Möglichkeit des Early Voting („Frühes Wählen“) angeboten, das heißt, sie können ihre Stimme bereits vor dem eigentlichen Wahltag abgeben. Der Early-Voting-Zeitraum ist in den Bundesstaaten, die es erlauben, uneinheitlich. Einige Wahllokale, häufig nur das zentrale Wahllokal im Rathaus, sind als Early Voting Places bezeichnet und erlauben die persönliche Stimmabgabe im Vorfeld der eigentlichen Wahl. Wahllokale des Early Votings geben Wahlunterlagen mehrerer Wahldistrikte aus und erlauben dann den Wählenden die Wahl, wodurch nicht in jedem Wahldistrikt ein Early Voting Place eingerichtet werden muss. Der Wahlvorgang beim Early Voting entspricht dem am Wahltag, das heißt insbesondere, dass Wähler anonym und geheim (Wahlkabinen) sowie gleichgewichtet und nicht mehrfach wählen können (ein Stimmzettel pro Wähler). Für das Early Voting ist in der Regel ein Identitätsnachweis und die Wahlbenachrichtigungskarte, auf der die einzelnen Wahldistrikte (Representative District, Precinct, Senatorial District, Council District und Congressional District) vermerkt sind, erforderlich.

## Vorauswahl und Briefwahl

Möglichkeiten der Vorauswahl
Persönlich und auf dem Postweg
Nur persönlich
Nur auf dem Postweg
Keine vorzeitige Stimmabgabe möglich

Die Teilnahme per Vorauswahl, d. h. durch persönliche Stimmabgabe schon vor dem Wahltag, ist zum Stand 2012 in 40 Staaten und im District of Columbia möglich. Die genauen Regelungen und Fristen unterscheiden sich von Staat zu Staat. Einige Staaten wie Alabama verlangen die Angabe von hinreichenden Gründen. In manchen Staaten kann schon über einen Monat im Voraus gewählt werden, in anderen nur weniger als zwei Wochen vor der Wahl. Einen besonderen Fall stellt Oregon dar. Dort gibt es keine persönliche Vorauswahl, da die gesamte Wahl per Briefwahl durchgeführt wird.
Briefwahl ist generell möglich, auch wenn die Fristen, Registrierungsprozeduren usw. von Bundesstaat zu Bundesstaat unterschiedlich sind. Soldaten, die im Ausland stationiert sind, und US-Amerikaner, die im Ausland leben, können ebenfalls per Briefwahl an der Wahl teilnehmen.
Bei der Präsidentschaftswahl in den Vereinigten Staaten 2016 stimmten über 47 Millionen US-Bürger mittels Vorauswahl (Briefwahl oder vorzeitige persönliche Stimmabgabe) ab.
Bei der Präsidentschaftswahl in den Vereinigten Staaten 2020 am 3. November 2020 (Biden gegen Trump) stimmten bis zum 24. Oktober 2020 bereits über 57 Millionen US-Bürger mittels Vorauswahl ab. Ein Grund dafür ist die COVID-19-Pandemie in den Vereinigten Staaten; zum anderen wurde bereits im Vorfeld mit einer hohen Wahlbeteiligung gerechnet. 2016 hatte sie etwa 60 % betragen.

## Wahltrends
Das Zweiparteiensystem aus Demokratischer Partei und Republikanischer Partei dominiert auch die Präsidentschaftswahlen in den USA. Der letzte Kandidat einer anderen Partei, der die Präsidentschaftswahl gewinnen konnte, war Zachary Taylor von der Whig Party bei der Wahl 1848. Jedoch war zu jenem Zeitpunkt die Republikanische Partei noch nicht gegründet, so dass die Whig-Partei eine der beiden großen Parteien war. Auch davor gab es nie mehr als zwei Parteien, die eine erhebliche Anzahl Wahlmännerstimmen erreichen konnten.
Kandidaten anderer Parteien gelten allgemein als chancenlos. Jedoch kann es passieren, dass diese Stimmen erhalten, die andernfalls mit großer Wahrscheinlichkeit an einen Kandidaten der großen Parteien gegangen wären. Auf diese Art können die Kandidaten der großen Parteien Unterstützung verlieren, wenn ein politisch nahestehender Konkurrent zur Wahl antritt. Solche Konstellationen gab es bei den Wahlen 1968, 1992 und 2000. Ob die Wahlen dadurch entschieden wurden, ist jedoch umstritten.
Seit 1932 schickt zumindest eine der großen Parteien in der Regel einen amtierenden Präsidenten oder Vizepräsidenten ins Rennen. Seither war dies nur noch bei den Wahlen 1952, 2008 und 2016 nicht der Fall. 1952 gab der amtierende Präsident Harry S. Truman seine Bestrebung für eine für ihn verfassungsrechtlich noch mögliche dritte Amtszeit auf, und auch sein Vizepräsident Alben W. Barkley verzichtete, u. a. wegen seines fortgeschrittenen Alters. 2008 war George W. Bush nach zwei Amtszeiten nicht mehr kandidaturberechtigt, und Vizepräsident Dick Cheney verzichtete auf eine Kandidatur.
Selbiges Szenario bot sich 2016 nach den zwei Amtsperioden des Präsidenten Barack Obama, dessen Vizepräsident Joe Biden nicht antrat. Vor 1932 gab es zahlreiche Wahlen, bei denen sich weder der Präsident noch der Vizepräsident um das Amt bewarben.
Neben amtierenden Präsidenten und Vizepräsidenten kamen die meisten Kandidaten der zwei großen Parteien entweder aus dem Gouverneursamt eines Bundesstaats oder aus dem Senat. Amtierende Senatoren waren allerdings selten erfolgreich. Lediglich Warren G. Harding (Wahl 1920), John F. Kennedy (Wahl 1960) und Barack Obama gelang es (Wahl 2008) als amtierende Senatoren zum Präsidenten gewählt zu werden. Beim Repräsentantenhaus ist dies noch stärker ausgeprägt: zwar waren zahlreiche Präsidenten zuvor auch Mitglieder des Repräsentantenhauses gewesen, aber nur James A. Garfield (Wahl 1880) wechselte direkt von diesem Amt ins Weiße Haus. Die beiden letzten Kandidaten, die zuvor kein politisches Amt innegehabt hatten, waren Dwight D. Eisenhower, der Oberbefehlshaber der Alliierten Streitkräfte in Europa während des Zweiten Weltkriegs war (er gewann die republikanische Kandidatur und schließlich die Wahl 1952) sowie Donald Trump.

## Hochburgen
Gewisse Staaten (sowie der bundesunmittelbare District of Columbia) sind Hochburgen einer der beiden großen Parteien, deren Wahlmännerstimmen die betreffende Partei gewöhnlich zuverlässig einfahren kann – man spricht vom „red wall“ beziehungsweise „blue wall“.
Seit 1968 (nachdem sie 1964 geschlossen für den Demokraten Lyndon B. Johnson stimmten) haben Alaska, Idaho, Kansas, Nebraska, North und South Dakota, Oklahoma, Utah und Wyoming ausnahmslos Wahlmänner für die Republikaner entsandt (im Fall Nebraskas, bei dem Wahlmänner sowohl für den Gesamtstaat als auch nach Distrikten gewählt werden, konnten die Demokraten jedoch 2008, 2020 und 2024 einen Distrikt für sich gewinnen). Texas, Mississippi, Alabama und South Carolina entsandten seit 1980 ausschließlich republikanische Wahlmänner, Montana seit 1996, Missouri, Arkansas, Louisiana, Tennessee, Kentucky und West Virginia seit 2000. Seit seiner Aufnahme in die USA im Jahr 1959 wandte Alaska in 17 Wahlen mit einer Ausnahme (1964) seine Wahlmännerstimmen stets den Kandidaten der Republikaner zu, South Dakota wählte seit seiner Aufnahme 1889 in 34 Wahlen mit nur fünf Ausnahmen (1896, 1912, 1932, 1936 und 1964) stets republikanisch, Kansas seit 1861 in 41 Wahlen mit nur sieben Ausnahmen (1892, 1896, 1912, 1916, 1932, 1936, 1964).
Was die Demokraten angeht, so waren die Wahlmänner des District of Columbia von Anfang an (das heißt seit der Wahl von 1964, als der D. C. nach Inkrafttreten des 23. Verfassungszusatzes 1961 erstmals Wahlmänner entsenden durfte) in 16 Wahlen ausnahmslos für den Kandidaten dieser Partei bestimmt, Minnesota (neben dem D. C. der einzige Bundesstaat, der Reagans sehr deutlichen Wahlsieg von 1984 widerstand) wählte seit 1976 ausschließlich demokratische Wahlmänner, Massachusetts, Hawaii, New York, Oregon, Rhode Island und der Bundesstaat Washington seit 1988, Kalifornien, Connecticut, Delaware, Illinois, Maryland, New Jersey und Vermont seit 1992. Auch Maine wählte seit 1992 sowohl auf Bundesstaats- wie auch auf Distriktsebene demokratische Präsidentschaftskandidaten, 2016, 2020 und 2024 ging jedoch der Wahlmann eines seiner Distrikte an den Republikaner Trump. Hawaii (Aufnahme in die USA 1959) gab in 17 Wahlen seine Wahlmännerstimmen mit zwei Ausnahmen (1972 und 1984) stets den Demokraten; Arkansas wählte seit seiner Aufnahme 1836 in 32 von 47 Wahlen demokratisch.
Auf Ebene der Counties können die Serien noch ausgeprägter sein, so konnte der jeweilige Kandidat der Republikaner im Gasconade County, Missouri, in den 42 Präsidentschaftswahlen seit 1860 (als es als einziges County in einem Sklavenhalterstaat eine absolute Lincoln-Mehrheit aufwies) jede einzelne Wahl mehrheitlich für sich entscheiden. Sofern man den zur Wahl von 1912 auf einer eigenen Wahlplattform „Progressive Party“ angetretenen, dort mehrheitlich gewählten Theodore Roosevelt als Republikaner ansieht, weist nur das Ogle County, Illinois, das bereits seit 1856 ausschließlich republikanisch wählt, eine längere Serie auf - da dieses 1836 errichtete County vordem von 1840 bis 1852 die Kandidaten der Whigs wählte, hat dort kein demokratischer Präsidentschaftskandidat jemals eine Mehrheit erzielt. Seit 1864 ausnahmslos republikanisch wählten bei Präsidentschaftswahlen Clay County und Owsley County (beide Kentucky), Taney County (Missouri) und Doniphan County (Kansas). Dasselbe gilt für Lee County (Illinois), sofern man Theodore Roosevelt bei der Wahl von 1912 als Republikaner ansieht. Morgan County (West Virginia) wählte zuletzt 1848 einen Kandidaten der Demokraten – in den drei folgenden Präsidentschaftswahlen, in denen es noch Virginia angehörte, wählte es nacheinander mehrheitlich die Whigs (1852), die Know-Nothing Party (1856) und die Constitutional Union Party (1860), um als Teil von West Virginia seit 1864 durchgehend republikanisch zu wählen. Riley County, Kansas, wählte seit 1864 stets mehrheitlich den republikanischen Kandidaten (und 1912 Theodore Roosevelt), um bei der Wahl von 2020 und erneut 2024 mehrheitlich demokratisch zu wählen. 
Die Reihe der demokratischen Hochburgen führt Northampton County, North Carolina an, wo seit dem Jahr 1900 ausschließlich demokratische Präsidentschaftskandidaten gewählt werden, gefolgt von den texanischen Counties Brooks County und Jim Hogg County, die seit ihrer Errichtung in den Jahren 1911 bzw. 1913 ausschließlich demokratische Kandidaten wählten. Elliott County, Kentucky, wählte seit seiner Gründung 1869 bis zur Wahl von 2016 (als Trump dort die Mehrheit errang, die er 2020 und 2024 verteidigte) ausnahmslos mehrheitlich den jeweiligen demokratischen Kandidaten, Starr County (Texas) wählte 2024 erstmals republikanisch, nachdem es davor seit 1893 ausschließlich demokratisch gewählt hatte, ebenso Duval County (Texas) (davor demokratisch seit 1908).

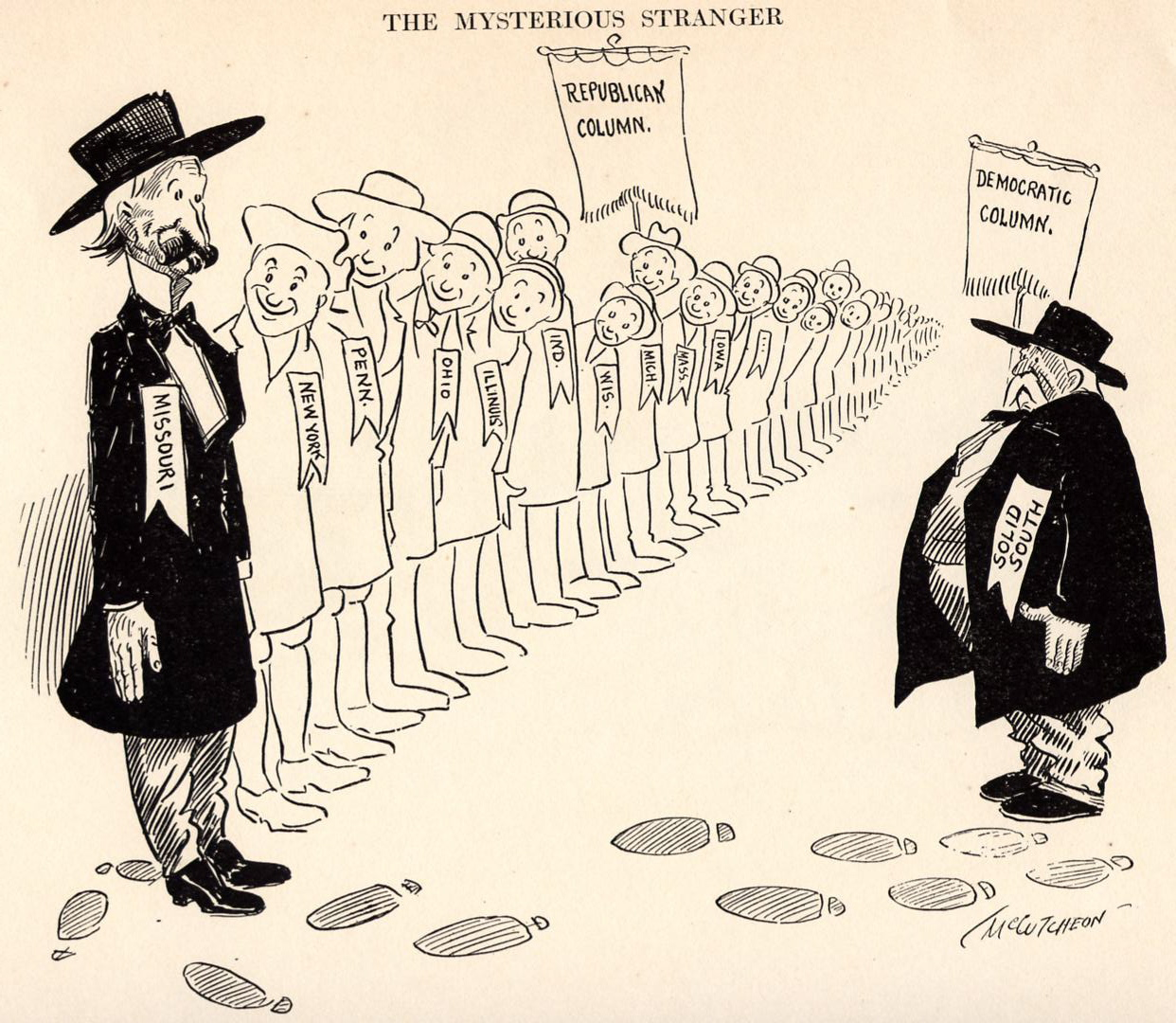
John T. McCutcheon (1870–1949): The Mysterious Stranger („Der geheimnisvolle Fremde“), 1904: Missouri scherte bei der Wahl von 1904 aus dem demokratischen „Solid South“ aus

Am Wechsel der langjährigen Parteipräferenz lässt sich erkennen, dass der frühere Nord-Süd-Gegensatz von anderen Gegensätzen abgelöst wurde. Besonders drastisch zeigt sich das anhand des Falls von Vermont, das von 1856 bis 1988 noch ausschließlich republikanische tickets gewählt (und sogar Franklin D. Roosevelts Erdrutschsieg von 1936 widerstanden) hatte, mit Ausnahme lediglich der Wahl von 1964 – um wie ausgeführt seit 1992 ausnahmslos Wahlmänner für Kandidaten der Demokraten zu entsenden. Ähnlich verhält es sich im Fall Maines, das im selben Zeitraum nur 1912, 1964 und 1968 demokratische Präsidentschaftskandidaten wählte und gleichfalls seit 1992 (mit der oben beschriebenen Ausnahme in Hinblick auf Distrikts-Wahlmänner) ausschließlich demokratisch wählte. Ähnlich entschieden war der Präferenzwechsel in Alabama und Mississippi, die beide als Teil des „Solid South“ von 1876 bis 1960 (mit Ausnahme der Wahl von 1948, als dort die Demokraten-Abspaltung der „Dixiecrats“ obsiegte, es sei zudem auf die „unpledged electors“ der Wahl von 1960 verwiesen) stets Wahlmänner für die Demokraten entsandt hatten. Nachdem jedoch diese beide Staaten bereits bei der Wahl von 1964 zu den wenigen Staaten gehört hatten, die sich dem Erdrutschsieg des Demokraten Lyndon B. Johnson entgegengestellt hatten, und lediglich bei der Wahl von 1976 noch einmal mehrheitlich zugunsten des demokratischen Kandidaten (Carter) abstimmten, entsandten sie seit 1980 ausschließlich Wahlmänner für den Kandidaten der Republikaner.
Die ausgeglichenste Bilanz weist Rhode Island auf, das in den 43 Wahlen seit der Wahl von 1856 (als das heutige Zweiparteiensystem aus Demokraten und Republikanern sich etablierte) 22-mal den Kandidaten der Demokraten und 21-mal den Kandidaten der Republikaner wählte.
Selbst klassische „Schaukelstaaten“ (swing states) erlagen der seit etwa 50 Jahren zunehmend zu beobachtenden Lagerbildung: Missouri, das bereits 1904 aus dem „Solid South“ ausbrach, während des 20. Jahrhunderts (von 1904 bis 2004) mit einer einzigen Ausnahme, der Wahl von 1956, stets den Wahlsieger gewählt hatte und als „USA im Kleinen“ galt (Missouri Bellwether, „Missouri-Leithammel“), ist seit 2000 im republikanischen Lager verankert. Ähnlich war die Entwicklung beispielsweise in Delaware, das von 1892 bis 1996 bis auf drei Male (1916, 1932 und 1948) stets für den Wahlsieger stimmte, aber seit 1992 durchgehend demokratisch wählte. Nevada hat in 28 Wahlen von 1912 bis 2020 nur zweimal (1976 und 2016) den Wahlverlierer gewählt. Ohio hat 2020 erstmalig wieder – nach zuletzt 1960 – nicht für den Sieger gestimmt. Pennsylvania, Michigan und Wisconsin führen nun die Liste mit fünf „Treffern“ in Folge an.
Auch hier kann es auf Ebene der Counties ausgeprägte Serien geben. Gegenwärtiger "bellwether" ist das Blaine County, Montana, das seit 1916 in allen Wahlen außer 1988 für den Wahlsieger stimmte, ferner Vigo County, Indiana (alle Wahlen seit 1912 außer 1952 und 2020) sowie Valencia County, New Mexico (alle Wahlen seit 1952 außer 2020).

## Wahlergebnisse
| Wahljahr | Gewinner                                                | Andere bedeutende Kandidaten |
| -------- | ------------------------------------------------------- | --- |
| 1789     | George Washington (parteilos)                           | John Adams (parteilos) John Jay (parteilos) Robert H. Harrison (parteilos) John Rutledge (parteilos) |
| 1792     | George Washington (parteilos)                           | John Adams (Föderalist) George Clinton (Demokratisch-Republikanische Partei) |
| 1796     | John Adams (Föderalist)                                 | Thomas Jefferson (Demokratisch-Republikanische Partei) Thomas Pinckney (Föderalist) Aaron Burr (Demokratisch-Republikanische Partei) Samuel Adams (Demokratisch-Republikanische Partei) Oliver Ellsworth (Föderalist) George Clinton (Demokratisch-Republikanische Partei) |
| 1800     | Thomas Jefferson (Demokratisch-Republikanische Partei)  | Aaron Burr (Demokratisch-Republikanische Partei) John Adams (Föderalist) Charles Cotesworth Pinckney (Föderalist) |
| 1804     | Thomas Jefferson (Demokratisch-Republikanische Partei)  | Charles Cotesworth Pinckney (Föderalist) |
| 1808     | James Madison (Demokratisch-Republikanische Partei)     | Charles Cotesworth Pinckney (Föderalist) |
| 1812     | James Madison (Demokratisch-Republikanische Partei)     | DeWitt Clinton (Föderalist/Friedenspartei) |
| 1816     | James Monroe (Demokratisch-Republikanische Partei)      | Rufus King (Föderalist) |
| 1820     | James Monroe (Demokratisch-Republikanische Partei)      | (kein Gegenkandidat) |
| 1824     | John Quincy Adams (Demokratisch-Republikanische Partei) | Andrew Jackson (2) (Demokratisch-Republikanische Partei) William H. Crawford (Demokratisch-Republikanische Partei) Henry Clay (Demokratisch-Republikanische Partei) |
| 1828     | Andrew Jackson (Demokratische Partei)                   | John Quincy Adams (Nationalrepublikanische Partei) |
| 1832     | Andrew Jackson (Demokratische Partei)                   | Henry Clay (Nationalrepublikanische Partei) William Wirt (Anti-Masonic Party) John Floyd (Nullifiers) |
| 1836     | Martin Van Buren (Demokratische Partei)                 | William Henry Harrison (Whig) Hugh Lawson White (Whig) Daniel Webster (Whig) Willie P. Mangum (Whig mit Stimmen von Nullifiers) |
| 1840     | William Henry Harrison (Whig)                           | Martin Van Buren (Demokratische Partei) |
| 1844     | James K. Polk (1) (Demokratische Partei)                | Henry Clay (Whig) James G. Birney (Liberty Party) |
| 1848     | Zachary Taylor (Whig)                                   | Lewis Cass (Demokratische Partei) Martin Van Buren (Free Soil Party) |
| 1852     | Franklin Pierce (Demokratische Partei)                  | Winfield Scott (Whig) John P. Hale (Free Soil Party) |
| 1856     | James Buchanan (1) (Demokratische Partei)               | John C. Frémont (Republikanische Partei) Millard Fillmore (American Party/Whig) |
| 1860     | Abraham Lincoln (1) (Republikanische Partei)            | Stephen A. Douglas (Nördliche Demokratische Partei) John C. Breckinridge (Südliche Demokratische Partei) John Bell (Constitutional Union Party) |
| 1864     | Abraham Lincoln (Republikanische Partei)                | George B. McClellan (Demokratische Partei) |
| 1868     | Ulysses S. Grant (Republikanische Partei)               | Horatio Seymour (Demokratische Partei) |
| 1872     | Ulysses S. Grant (Republikanische Partei)               | Horace Greeley (Demokratische Partei/Liberalrepublikaner) |
| 1876     | Rutherford B. Hayes (Republikanische Partei)            | Samuel J. Tilden (3) (Demokratische Partei) |
| 1880     | James A. Garfield (1) (Republikanische Partei)          | Winfield Scott Hancock (Demokratische Partei) James B. Weaver (Greenback Party) |
| 1884     | Grover Cleveland (1) (Demokratische Partei)             | James G. Blaine (Republikanische Partei) Benjamin Franklin Butler (Greenback Party/Anti-Monopolist) John St. John (Prohibition Party) |
| 1888     | Benjamin Harrison (Republikanische Partei)              | Grover Cleveland (2) (Demokratische Partei) Clinton B. Fisk (Prohibition Party) Alson Streeter (Union Labor Party) |
| 1892     | Grover Cleveland (1) (Demokratische Partei)             | Benjamin Harrison (Republikanische Partei) James B. Weaver (Populist Party) John Bidwell (Prohibition Party) |
| 1896     | William McKinley (Republikanische Partei)               | William Jennings Bryan (Demokratische Partei/Populist Party) |
| 1900     | William McKinley (Republikanische Partei)               | William Jennings Bryan (Demokratische Partei) John G. Woolley (Prohibition Party) |
| 1904     | Theodore Roosevelt (Republikanische Partei)             | Alton B. Parker (Demokratische Partei) Eugene V. Debs (Sozialistische Partei) Silas C. Swallow (Prohibition Party) |
| 1908     | William Howard Taft (Republikanische Partei)            | William Jennings Bryan (Demokratische Partei) Eugene V. Debs (Sozialistische Partei) Eugene W. Chafin (Prohibition Party) |
| 1912     | Woodrow Wilson (1) (Demokratische Partei)               | Theodore Roosevelt (Progressive Party) William Howard Taft (Republikanische Partei) Eugene V. Debs (Sozialistische Partei) Eugene W. Chafin (Prohibition Party) |
| 1916     | Woodrow Wilson (1) (Demokratische Partei)               | Charles Evans Hughes (Republikanische Partei) Allan Louis Benson (Sozialistische Partei) Frank Hanly (Prohibition Party) |
| 1920     | Warren G. Harding (Republikanische Partei)              | James M. Cox (Demokratische Partei) Eugene V. Debs (Sozialistische Partei) Parley P. Christensen (Farmer-Labor Party) |
| 1924     | Calvin Coolidge (Republikanische Partei)                | John W. Davis (Demokratische Partei) Robert M. La Follette (Progressive Party/Sozialistische Partei) |
| 1928     | Herbert Hoover (Republikanische Partei)                 | Al Smith (Demokratische Partei) |
| 1932     | Franklin D. Roosevelt (Demokratische Partei)            | Herbert Hoover (Republikanische Partei) Norman Thomas (Sozialistische Partei) |
| 1936     | Franklin D. Roosevelt (Demokratische Partei)            | Alf Landon (Republikanische Partei) William Lemke (Union Party) |
| 1940     | Franklin D. Roosevelt (Demokratische Partei)            | Wendell Willkie (Republikanische Partei) |
| 1944     | Franklin D. Roosevelt (Demokratische Partei)            | Thomas E. Dewey (Republikanische Partei) |
| 1948     | Harry S. Truman (1) (Demokratische Partei)              | Thomas E. Dewey (Republikanische Partei) Strom Thurmond (Dixiecrats) Henry A. Wallace (Progressive Party) |
| 1952     | Dwight D. Eisenhower (Republikanische Partei)           | Adlai Ewing Stevenson II (Demokratische Partei) |
| 1956     | Dwight D. Eisenhower (Republikanische Partei)           | Adlai Ewing Stevenson II (Demokratische Partei) |
| 1960     | John F. Kennedy (1) (Demokratische Partei)              | Richard Nixon (Republikanische Partei) |
| 1964     | Lyndon B. Johnson (Demokratische Partei)                | Barry Goldwater (Republikanische Partei) |
| 1968     | Richard Nixon (1) (Republikanische Partei)              | Hubert H. Humphrey (Demokratische Partei) George Wallace (American Independent Party) |
| 1972     | Richard Nixon (Republikanische Partei)                  | George McGovern (Demokratische Partei) John G. Schmitz (American Independent Party) |
| 1976     | Jimmy Carter (Demokratische Partei)                     | Gerald Ford (Republikanische Partei) |
| 1980     | Ronald Reagan (Republikanische Partei)                  | Jimmy Carter (Demokratische Partei) John B. Anderson (Unabhängig) Ed Clark (Libertarian Party) |
| 1984     | Ronald Reagan (Republikanische Partei)                  | Walter Mondale (Demokratische Partei) |
| 1988     | George Bush (Republikanische Partei)                    | Michael Dukakis (Demokratische Partei) |
| 1992     | Bill Clinton (1) (Demokratische Partei)                 | George Bush (Republikanische Partei) Ross Perot (Unabhängig) |
| 1996     | Bill Clinton (1) (Demokratische Partei)                 | Bob Dole (Republikanische Partei) Ross Perot (Reform Party) |
| 2000     | George W. Bush (Republikanische Partei)                 | Al Gore (2) (Demokratische Partei) Ralph Nader (Green Party) |
| 2004     | George W. Bush (Republikanische Partei)                 | John Kerry (Demokratische Partei) |
| 2008     | Barack Obama (Demokratische Partei)                     | John McCain (Republikanische Partei) |
| 2012     | Barack Obama (Demokratische Partei)                     | Mitt Romney (Republikanische Partei) |
| 2016     | Donald Trump (Republikanische Partei)                   | Hillary Clinton (2) (Demokratische Partei) |
| 2020     | Joe Biden (Demokratische Partei)                        | Donald Trump (Republikanische Partei) |
| 2024     | Donald Trump (Republikanische Partei)                   | Kamala Harris (Demokratische Partei) |

Bemerkungen
- John Tyler, Millard Fillmore, Andrew Johnson und Chester A. Arthur dienten als Präsident, ohne die Präsidentschaftswahl als Hauptkandidat gewonnen zu haben. Sie wurden zum Vizepräsidenten gewählt und rückten aufgrund des Todes ihres Präsidenten ins Amt auf, aber wurden bei der folgenden Wahl nicht von ihren jeweiligen Parteien nominiert. Theodore Roosevelt, Calvin Coolidge, Harry S. Truman und Lyndon B. Johnson rückten ebenfalls zum Präsidenten auf, wurden aber nach Ablauf der Amtszeit, die sie zu beenden hatten, selbst ins Präsidentenamt gewählt.
- Gerald Ford war weder als Präsident noch als Vizepräsident gewählt, da er als Vizepräsident für den zurückgetretenen Spiro Agnew nachnominiert und daher nur vom Kongress bestätigt wurde. 1976 war er Kandidat seiner Partei, verlor die Wahl jedoch knapp.
- Millard Fillmore war ein bedeutender Kandidat, aber nicht als amtierender Präsident, sondern vier Jahre nach Beendigung seiner Amtszeit.

## Wahlbeteiligung
Die Wahlbeteiligung hat sich vom Tief in den 1980er und 1990er Jahren wieder erholt.
| Wahljahr | Wahlberechtigte Bevölkerung ¹ | Wahlbeteiligung | Wahlbeteiligung (%) |
| -------- | ----------------------------- | --------------- | ------------------- |
| 1960     | 109.159.000                   | 68.838.204      | 63,06 %             |
| 1964     | 114.090.000                   | 70.644.592      | 61,92 %             |
| 1968     | 120.328.186                   | 73.211.875      | 60,84 %             |
| 1972     | 140.776.000                   | 77.718.554      | 55,21 %             |
| 1976     | 152.309.190                   | 81.555.789      | 53,55 %             |
| 1980     | 164.597.000                   | 86.515.221      | 52,56 %             |
| 1984     | 174.466.000                   | 92.652.680      | 53,11 %             |
| 1988     | 182.778.000                   | 91.594.693      | 50,11 %             |
| 1992     | 189.529.000                   | 104.405.155     | 55,09 %             |
| 1996     | 196.511.000                   | 96.456.345      | 49,08 %             |
| 2000     | 205.815.000                   | 105.586.274     | 51,30 %             |
| 2004     | 215.694.000                   | 122.295.345     | 56,70 %             |
| 2008     | 231.229.580                   | 131.259.500     | 56,77 %             |
| 2012     | 222.474.111                   | 130.292.355     | 58,57 %             |
| 2016     | 230.931.921                   | 138.846.571     | 60,12 %             |
| 2020     | 239.247.182                   | >150.425.302    | >62,87 %            |

Belege: Federal Election Commission, Office of the Clerk, Census Bureau, United States Election Project.
¹ „Wahlberechtigtes Volk“ bezeichnet alle Einwohner über 18 Jahre, wie sie vom United States Census Bureau berichtet werden, und erfasst dadurch auch eine große Anzahl von Personen, die aufgrund geltenden Rechts nicht wahlberechtigt sind, beispielsweise Einwohner ohne amerikanische Staatsbürgerschaft (1994 waren das 13 Millionen) und strafrechtlich Verurteilte mit aberkanntem Wahlrecht (1,3 Millionen 1994). Die Anzahl tatsächlich wahlberechtigter Personen ist also sieben bis zehn Prozent geringer, die Anzahl aller registrierten Personen noch geringer.

## Wahlspenden
Jeder amerikanische Bürger darf jedem Kandidaten maximal 6600 US-Dollar während eines Präsidentschaftswahlkampfes direkt spenden, jeweils 3300 US-Dollar im Vorwahlkampf und im Hauptwahlkampf. Durch sogenannte Super-PACs kann diese Regelung jedoch seit einem Gerichtsurteil im Jahre 2010 indirekt umgangen werden. Unter anderem dadurch haben sich die Ausgaben für US-Präsidentschafts-Wahlkämpfe in den letzten Jahren vervielfacht: Von 1,4 Milliarden US-Dollar im Jahr 2000 auf 6,37 Milliarden im Jahr 2020, 2024 mit 5,5 Milliarden wieder etwas geringer.

## Verschiedenes

### Wahlmodus
- Die einzige Präsidentschaftswahl, die nicht in dem seit 1792 bis heute durchgehaltenen Vierjahresabstand stattfand, war die erste überhaupt - die Präsidentschaftswahl von 1789 -, bei der die Wahllokale am 15. Dezember 1788 öffneten und am 10. Januar 1789 schlossen, woran sich zunächst die Konstituierung des Ersten Kongresses anschloss. George Washington, dessen Amtsperiode nominell am 4. März 1789 begann, wurde erst am 30. April dieses Jahres vereidigt. Obwohl auch George Washington zwei volle Wahlperioden im Amt war, war die Zeit seiner Präsidentschaft mit 2865 Tagen daher um 57 Tage kürzer als die aller anderen Präsidenten mit zwei vollen Amtszeiten (von Thomas Jefferson bis Barack Obama) mit 2922 Tagen.
- Die erste Präsidentschaftswahl, bei der zwei politische Parteien um den Wahlsieg rangen, war die Präsidentschaftswahl von 1796. Zwar hatten sich bereits zur Wahl von 1792 mit der Demokratisch-Republikanischen Partei und der Föderalistischen Partei zwei Parteien formiert, doch war in diesem Jahr die Wiederwahl des parteilosen George Washington, der einhundert Prozent der Stimmen der Wahlmänner erhielt, unumstritten.

### Wahlkampf
- Traditionell werden zu Wahlkämpfen um das Amt des amerikanischen Präsidenten sogenannte „Campaign Songs“ eingesetzt. In früheren Zeiten wurde gewöhnlich eine populäre Melodie mit einem auf den Wahlkampf bezogenen Text versehen oder der Refrain eines vorhandenen Textes neu gefasst, während in späteren Zeiten oft auf bereits populäre Songs zurückgegriffen wurde. Mehrere „Campaign Songs“ blieben bis heute populär – etwa Lincoln and Liberty (Abraham Lincoln, 1860), Battle Cry of Freedom (Lincoln, 1864) und Happy Days Are Here Again (F. D. Roosevelt, 1932).
- Auch die Wahlslogans der Bewerber weisen eine lange Geschichte auf: Neben politischen Anliegen („An honorable, permanent and happy peace“, George B. McClellan 1864, „Patriotism, Protection, and Prosperity“, William McKinley 1896, „Make America Great Again“ - Donald Trump 2016) sollen sie die Namen der Bewerber in Umlauf bringen, sei es in gereimter Form („It is nothing but fair to leave Taft in the chair“, „All the way with LBJ“) oder als Wortspiel mit dem Namen des Kandidaten („Grant Us Another Term“, „Keep Cool and Keep Coolidge“). Andere Slogans machen sich über Mitbewerber lustig („Sunflowers Die in November“, ein Slogan Franklin D. Roosevelts, der im Wahlkampf von 1936 auf die Herkunft des Kandidaten Alf Landon aus dem „Sunflower State“ Kansas sowie auf den Wahltermin im November anspielen sollte), wieder andere greifen populäre Redewendungen auf („Where’s the beef?“, ein von Walter Mondale 1984 zu Wahlkampfzwecken herangezogener Werbeslogan einer Fastfood-Kette) oder zielen darauf ab, Optimismus zu verbreiten („We are turning the corner“ - Herbert Hoover 1932, „Yes We Can“ - Barack Obama 2008).

## Filme
- Duell ums Weiße Haus: Große Wahlkämpfe. 89-minütige Filmdokumentation von Ingo Helm (Deutschland 2016).